# Renate Westerlaken-Loos
R.G. (Renate) Westerlaken-Loos (9 juni 1960) is een Nederlands politicus van het CDA.
Ze was al betrokken bij de CDJA (jongerenorganisatie van het CDA) en was van 1987 tot 2001 lid van de Provinciale Staten in Utrecht waarvan een deel van die periode als CDA-fractievoorzitter. In 2002 werd ze wethouder in Veenendaal wat ze tot 2006 zou blijven. Vervolgens was ze enige tijd werkzaam als zelfstandig mediator. In juni 2007 werd ze op het CDA Congres verkozen tot eerste vicevoorzitter van die partij als opvolger van de eerder overleden Jan Bart Mandos. In de zomer van 2008 werd Westerlaken-Loos benoemd tot waarnemend burgemeester van de gemeente Lopik en nog geen jaar later werd zij daar per koninklijk besluit benoemd tot de burgemeester. In oktober van 2010 was ze korte tijd waarnemend partijvoorzitter van het CDA nadat Henk Bleker toetrad tot het kabinet-Rutte I.
Eind 2016 werd bekend dat ze met ingang van maart 2017 aangesteld is als de directeur van het Ronald McDonald Kinderfonds. Op 2 maart 2017 werd Jan Pieter Lokker benoemd tot waarnemend burgemeester van Lopik.